# Persone di nome Damien
| Questa pagina contiene informazioni ricavate automaticamente dalle voci biografiche con l'ausilio del template Bio e di un bot. L'aggiornamento è periodico e automatico e ricostruisce completamente la pagina. Se manca una persona in questa lista, sei pregato di non aggiungerla, ma accertati piuttosto che la sua voce biografica contenga il template Bio e che i dati anagrafici siano correttamente compilati. Se il template Bio manca, inseriscilo tu stesso o, in alternativa, metti l'avviso {{tmp\|Bio}} che ne segnala la mancanza. Se i dati riportati sono sbagliati, correggi direttamente la voce biografica; le modifiche saranno visibili in questa lista entro pochi giorni. Per chiarimenti vedi il progetto antroponimi. La lista contiene solo le 72 persone che sono citate nell'enciclopedia e per le quali è stato implementato correttamente il template Bio. Pagina aggiornata al 6 giu 2025. |

Questa è una lista di persone presenti nell'enciclopedia che hanno il nome Damien, suddivise per attività principale.

## Allenatori di calcio(1)
- Damien Duff, allenatore di calcio e ex calciatore irlandese (Ballyboden, n. 1979)

## Allenatori di pallacanestro(1)
- Damien Leyrolles, allenatore di pallacanestro francese (Decazeville, n. 1969)

## Ammiragli(1)
- Damien de Martel, marchese de la Porte, ammiraglio francese (Le Bec-Hellouin, n. 1607 - Arpajon, † 1681)

## Artisti(1)
- Damien Hirst, artista e imprenditore britannico (Bristol, n. 1965)

## Attori(6)
- Damien Bodie, attore australiano (Melbourne, n. 1985)
- Damien Boisseau, attore e doppiatore francese (n. 1971)
- Damien Bonnard, attore francese (Alès, n. 1978)
- Damien Garvey, attore australiano (n. 1960)
- Damien Molony, attore irlandese (Johnstown Bridge, n. 1984)
- Damien Thomas, attore britannico (Ismailia, n. 1942 - Salisbury, † 2025)

## Attori pornografici(1)
- Damien Crosse, attore pornografico statunitense (Miami, n. 1982)

## Calciatori(17)
- Damien Boudjemaa, calciatore francese (Parigi, n. 1985)
- Damien Chrysostome, ex calciatore beninese (Cotonou, n. 1982)
- Damien Da Silva, calciatore francese (Talence, n. 1988)
- Damien Delaney, ex calciatore irlandese (Cork, n. 1981)
- Damien Dussaut, calciatore francese (Créteil, n. 1994)
- Damien Furtado, calciatore francese (Épinay-sous-Sénart, n. 1997)
- Damien Grégorini, ex calciatore francese (Nizza, n. 1979)
- Damien Johnson, ex calciatore nordirlandese (Lisburn, n. 1978)
- Damien Le Tallec, ex calciatore francese (Poissy, n. 1990)
- Damien Marcq, calciatore francese (Boulogne-sur-Mer, n. 1988)
- Damien Maria, calciatore seychellese (n. 1990)
- Damien Perquis, ex calciatore francese (Troyes, n. 1984)
- Damien Perquis, ex calciatore francese (Saint-Brieuc, n. 1986)
- Damien Perrinelle, ex calciatore francese (Suresnes, n. 1983)
- Damien Plessis, ex calciatore francese (Neuville-aux-Bois, n. 1988)
- Damien Tibéri, ex calciatore francese (Fréjus, n. 1985)
- Damien Udeh, ex calciatore nigeriano (n. 1986)

## Cantanti(2)
- Damien Leith, cantante irlandese (Dublino, n. 1976)
- Damien Sargue, cantante francese (Caen, n. 1981)

## Cantautori(3)
- Damien Dempsey, cantautore irlandese (Dublino, n. 1975)
- Damien Rice, cantautore irlandese (Celbridge, n. 1973)
- Damien Saez, cantautore francese (San Giovanni di Moriana, n. 1977)

## Cestisti(5)
- Damien Bouquet, cestista francese (Beaune, n. 1994)
- Damien Inglis, cestista francese (Caienna, n. 1995)
- Damien Jefferson, cestista statunitense (East Chicago, n. 1997)
- Damien Ryan, ex cestista australiano (Gisborne, n. 1979)
- Damien Wilkins, ex cestista statunitense (Washington, n. 1980)

## Ciclisti su strada(5)
- Damien Gaudin, ex ciclista su strada e pistard francese (Beaupréau, n. 1986)
- Damien Howson, ciclista su strada e pistard australiano (Adelaide, n. 1992)
- Damien Monier, ex ciclista su strada e pistard francese (Clermont-Ferrand, n. 1982)
- Damien Nazon, ex ciclista su strada francese (Épinal, n. 1974)
- Damien Touzé, ciclista su strada francese (Iville, n. 1996)

## Dirigenti sportivi(1)
- Damien Comolli, dirigente sportivo francese (Béziers, n. 1971)

## Giocatori di football americano(8)
- Damien Wilson, giocatore di football americano statunitense (Gloster, n. 1993)
- Damien Donaldson, ex giocatore di football americano e allenatore di football americano australiano (n. 1989)
- Damien Harris, ex giocatore di football americano statunitense (Richmond, n. 1997)
- Damien Lehmann, giocatore di football americano svizzero (Monthey, n. 1993)
- Damien Lewis, giocatore di football americano statunitense (Biloxi, n. 1997)
- Damien Martinez, giocatore di football americano statunitense (n. 2004)
- Damien Williams, giocatore di football americano statunitense (San Diego, n. 1992)
- Damien Woody, ex giocatore di football americano statunitense (Beaverdam, n. 1977)

## Hockeisti su ghiaccio(1)
- Damien Brunner, ex hockeista su ghiaccio svizzero (Bülach, n. 1986)

## Informatici(1)
- Damien Sandras, informatico belga (Ath, n. 1976)

## Musicisti(1)
- Damien Jurado, musicista e cantautore statunitense (Seattle, n. 1972)

## Nuotatori(1)
- Damien Joly, nuotatore francese (Ollioules, n. 1992)

## Pesisti(1)
- Damien Birkinhead, pesista australiano (Whittington, n. 1993)

## Piloti automobilistici(1)
- Damien Magee, pilota di Formula 1 britannico (Belfast, n. 1945)

## Politici(2)
- Damien Abad, politico francese (Nîmes, n. 1980)
- Damien Alary, politico francese (Pompignan, n. 1951)

## Registi(3)
- Damien Chazelle, regista, sceneggiatore e produttore cinematografico statunitense (Providence, n. 1985)
- Damien Leone, regista, sceneggiatore e produttore cinematografico statunitense (New York City, n. 1982)
- Damien O'Donnell, regista irlandese (Dublino, n. 1967)

## Rugbisti a 15(3)
- Damien Chouly, rugbista a 15 francese (Limoges, n. 1985)
- Damien Traille, rugbista a 15 francese (Pau, n. 1979)
- Damien Varley, rugbista a 15 irlandese (Limerick, n. 1983)

## Schermidori(1)
- Damien Touya, schermidore francese (La Rochelle, n. 1975)

## Scrittori(1)
- Damien Mitton, scrittore francese (Parigi, n. 1618 - † 1690)

## Surfisti(1)
- Damien Hardman, surfista australiano (Sydney, n. 1966)

## Tennistavolisti(1)
- Damien Eloi, tennistavolista francese (Vire, n. 1969)

## Tenori(1)
- Damien Top, tenore, musicologo e direttore d'orchestra francese (Rouen, n. 1963)

## Tuffatori(1)
- Damien Cély, tuffatore francese (Sarcelles, n. 1989)